# Chytra (chi ốc nước ngọt)
Chytra là một chi ốc nước ngọt nhiệt đới động vật thân mềm chân bụng trong họ Thiaridae.

## Các loài
Các loài trong chi Chytra gồm có:
- Chytra kirki (Smith, 1880)